# Blauwe zeedistel
De blauwe zeedistel (Eryngium maritimum) is een vaste plant uit de schermbloemenfamilie (Umbelliferae of Apiaceae). De plant komt van nature voor in Europa. De plant is vrij algemeen in de kuststreek en zeer zeldzaam op de Zeeuwse Eilanden en langs het IJsselmeer. In Nederland is de plant vanaf 1 januari 2017 niet meer wettelijk beschermd.
De blauwgroene, naar boven toe blauwaangelopen plant wordt 30-60 cm hoog. De bladeren zijn grijsgroen en voorzien van een waslaagje. Het blad is stekelig getand. De ronde wortelbladeren zijn drie- tot vijflobbig.
De blauwe zeedistel bloeit van juni tot augustus met blauwachtige of witte bloemen, die in hoofdjes zitten. Per plant komen een tot vier hoofdjes voor. Het omwindsel bestaat uit schutbladen die drie lange tanden hebben. De kelkbladen zijn 4-5 mm lang en langer dan de kroonbladen. De helmdraden zijn diepblauw.
De vrucht is een tweedelige, 5-7 mm lange splitvrucht met eenzadige dopvruchtjes. De vruchten zijn bedekt met smalle, spitse schubben.

## Toepassingen
De jonge scheuten zijn eetbaar. De wortel werd en wordt voor medicinale doeleinden gebruikt. De wortel is ook gebruikt als een afrodisiacum.

## Externe links

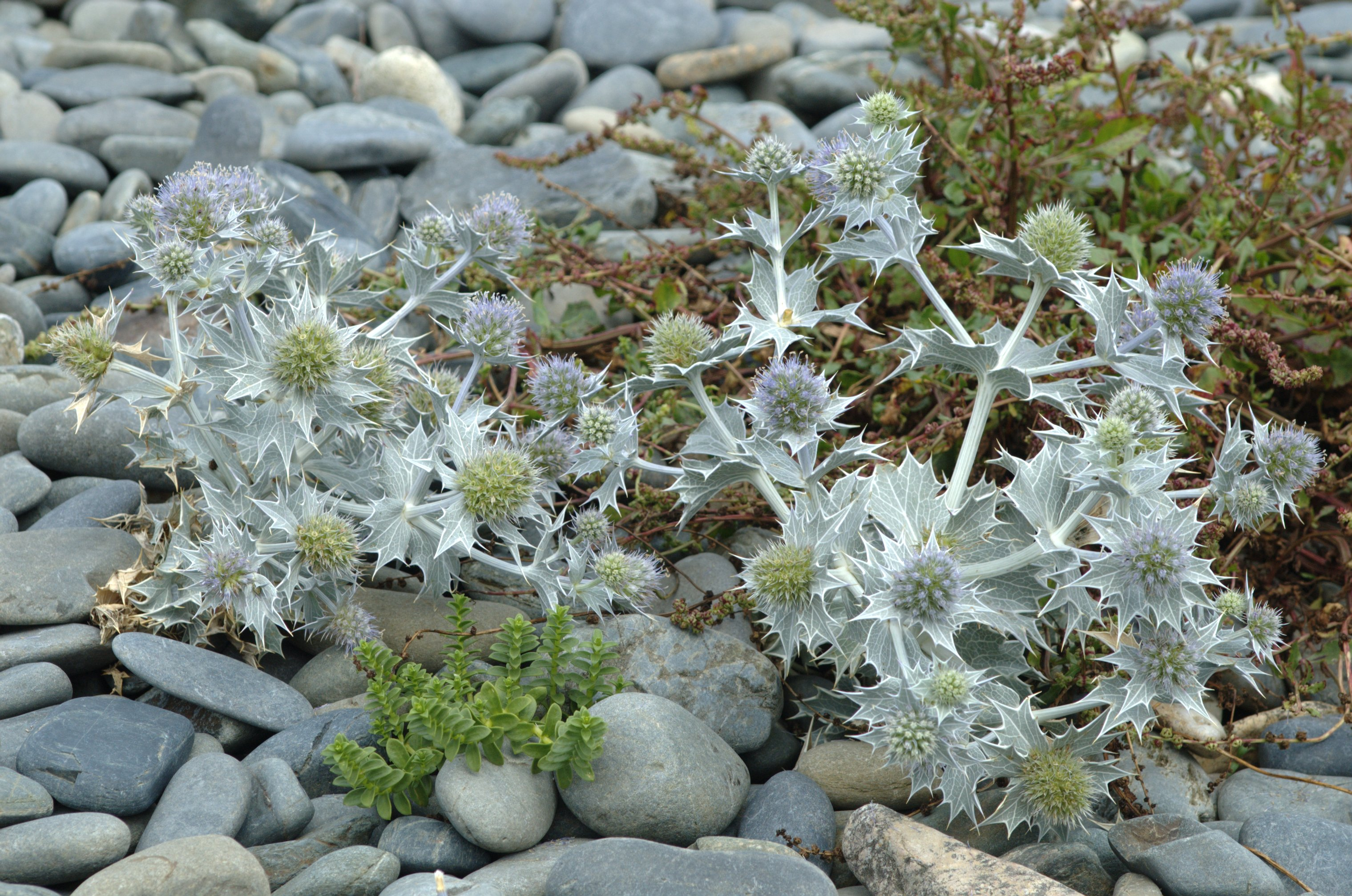